# René Holten Poulsen
René Holten Poulsen (Nykøbing Falster, 28 novembre 1988) è un canoista danese, vincitore della medaglia d'argento nel K2 1000 m ai Giochi olimpici di Pechino 2008, in coppia con Kim Wraae Knudsen.vincitore della medaglia d'oro nel K1 500 metri ai mondiali di Mosca 2014

## Palmarès
- Olimpiadi

Pechino 2008: argento nel K2 1000m.
- Mondiali

Duisburg 2013: argento nel K1 500m.
Mosca 2014: oro nel K1 500m.
Milano 2015: oro nel K1 500m e K1 1000m.
Račice 2017: argento nel K1 500m.
Poznan 2023: bronzo nel k1 500m
- Europei

Milano 2008: oro nel K2 1000m.
Brandeburgo 2009: bronzo nel K1 1000m.
Trasona 2010: bronzo nel K1 1000m.
Belgrado 2011: bronzo nel K1 5000m.
Zagabria 2012: oro nel K4 1000m, argento nel K1 1000m.
Montemor-o-Velho 2013: oro nel K1 500m e K1 1000m, bronzo nel K1 5000m.
Brandeburgo 2014: argento nel K1 500m, K1 1000m e K1 5000m.
Račice 2015: oro nel K1 500m e K1 5000m, argento nel K1 1000m.
Mosca 2016: argento nel K1 500m, K1 1000m e K1 5000m.
Plovdiv 2017: argento nel K1 1000m.